# Marcin Sławiński
Marcin Sławiński (ur. 11 grudnia 1951 w Warszawie) – polski reżyser teatralny i aktor.

## Życiorys
W 1973 roku ukończył studia na Wydziale Aktorskim PWST w Warszawie. Przez 10 lat był aktorem Teatru Narodowego w Warszawie. W roku 1983 skończył Wydział Reżyserii na PWST w Warszawie. W swojej karierze wyreżyserował ponad 100 przedstawień w ponad 20 teatrach w Polsce i za granicą. Reżyserował spektakle teatru TV i PR oraz telewizyjny sitcom. Był dyrektorem artystycznym Teatru Kwadrat i Teatru Powszechnego w Łodzi. Specjalizuje się we współczesnym repertuarze komediowym.

## Filmografia
- 1969 – Piąta rano
- 1971 – 150 na godzinę – Marcin Dębik
- 1975 – Opadły liście z drzew – Rosjanin
- 1975 – Emancypantki – Kazimierz Norski
- 1977 – Trzy po trzy
- 1979 – Racławice – 1794
- 1981 – Najdłuższa wojna nowoczesnej Europy
- 1985 – Temida
- 1999–2000 – Lokatorzy (reżyseria)
- 2004–2005 – Oficer – członek komisji lekarskiej w szpitalu psychiatrycznym